# Рыбинец, Татьяна Геннадиевна
Татьяна Геннадьевна Рыбинец (род. 25 декабря 1984, Сергиев Посад, Московская область) — российская актриса театра и кино.

## Биография
Татьяна Рыбинец родилась 25 декабря 1984 года в Сергиевом Посаде, Московской области. Она окончила ВГИК (мастерская И. Н. Ясуловича)
в 2006 году. С 2006—2008 годы была актрисой РАМТа. Начиная с 2008 года по настоящее время, является актрисой МТЮЗа.

## Творчество

### Роли в театре
Роли в РАМТе:
- «Золушка» — Золушка; вторая девушка реж. А. Бородин
- «Приключения Тома Сойера» — Сьюзен Харпер реж. Дж. Крэнни
- «Незнайка — путешественник» — Снежинка реж. А. Блохин
- «А зори здесь тихие…» — Катенька реж. А. Устюгов
- «Берег утопии» — Эмили Джонс реж. А. Бородин
- «Красное и чёрное» — Элиза реж. Ю. Ерёмин

Роли в МТЮЗе:
- «Оловянные кольца» — Апрелия
- «Кавалер — призрак» — Лисарда
- «Волк и семеро козлят» — Лясочка

### Фильмография
- 2007 — Ванечка
- 2007 — Понять. Простить
- 2008 — Капкан для киллера
- 2008 — Мой осенний блюз — Нина
- 2008 — Невинные создания — дворовая девка
- 2009 — Правда скрывает ложь — Люба
- 2010 — Любовь и прочие глупости — Шурочка
- 2011 — Зайцев+1
- 2012  — Счастливы вместе (48 серия, 6 сезон) — Таня
- 2012 — Жуков (телесериал) — Дочь Жукова
- 2013 — Нереальная история — Варвара, помощница Менделеева
- 2013 — Мама-детектив (6-я серия) — Кристина Шапкина
- 2013 — Маша в законе — Татьяна
- 2013 — Карнавал по-нашему — Оксана Куценко, главная роль
- 2014 — Кино про Алексеева — девушка Алексеева
- 2014 — Долгий путь домой — секретарь Большакова
- 2015 — Как я стал русским — Галя
- 2015—2016 — ЧОП — Маша, айтишник
- 2016 — Два отца и два сына — Валерия, любовница Димы
- 2016 — Преступление — Ирина
- 2018 — Расплата — Соня Гаврилова
- 2020 — Про Лёлю и Миньку — взрослая Лёля
- 2025 — Северный полюс — Наталья Юрьевна, жена Живцова

## Призы и награды
В 2006 году получила премию «Золотой лист» за лучшую женскую роль в дипломном спектакле «Женитьба» (роль Агафьи Тихоновны, реж. И. Н. Ясулович).